# Mall of Asia Arena
Mall of Asia Arena is een overdekte arena binnen het complex SM Mall of Asia, in Bay City, Pasay, Filipijnen. De arena heeft een capaciteit van 15.000 zitplaatsen voor sportevenementen en een volledige huiscapaciteit van 20.000. De arena werd officieel geopend op 16 juni 2012. Het heeft uitschuifbare stoelen en een parkeergebouw met een capaciteit van 2.000 personen.

## Architectuur en design
De Mall of Asia Arena is ontworpen door architectenbureau Arquitectonica . De faciliteit was vooral bedoeld als locatie voor concert- en basketbalwedstrijden, maar kan ook worden aangepast voor andere sport- en entertainmentevenementen. Het heeft een capaciteit van 15.000 zitplaatsen, maar biedt plaats aan maximaal 20.000 mensen voor de volle capaciteit.

### Entertainment evenementen
Lady Gaga hield de eerste concerten in de arena met haar uitverkochte concerten voor haar Born This Way Ball- tournee op 21-22 mei 2012. Verschillende andere internationale artiesten hebben in de arena opgetreden zoals Madonna en BTS.

### Sport evenementen
De Mall of Asia Arena fungeert als een van de speellocaties van de Philippine Basketball Association (PBA), National Collegiate Athletic Association (Filipijnen), UAAP en de Shakey's V-League . De locatie maakt gebruik van NBA-specificatie shot klokken.
De Mall of Asia Arena diende als de belangrijkste locatie voor het FIBA Asia Championship 2013, terwijl het Ninoy Aquino Stadium de tweede locatie was voor het toernooi, dat werd gehouden van 1-11 augustus 2013. Er was een capaciteit van 19.989 aanwezigen op de laatste wedstrijd tussen de gastheer Filipijnen en Iran .
In juni 2015 vond het Monster Jam motorsportevenement plaats in de arena.
De Mall of Asia Arena was een van de drie belangrijkste locaties van de FIBA World Olympic Qualifying Tournaments for Men 2016, die van 4 tot en met 10 juli 2016 in de Filipijnen, Italië en Servië werd gehouden. Dit is het tweede FIBA-toernooi in de arena

### Religieuze evenementen
De Mall of Asia Arena diende als de belangrijkste locatie voor het Encounter with the Families- evenement, geleid door paus Franciscus tijdens zijn pauselijk bezoek aan de Filipijnen op 16 januari 2015.